# 훈민정음 (소프트웨어)
훈민정음은 삼성전자에서 개발한 윈도우용 한글 워드 프로세서로, 자사 컴퓨터에 번들 소프트웨어로 훈민정음을 제공하여 사용자들을 얻었다. 확장자는 .gul이다.

## 간략한 연혁
- 1992년, 대한민국 최초의 윈도우용 한글 워드 프로세서로 발매됨.[1]
- 1996년, 최초의 어린이용 워드 프로세서인 어린이 훈민정음 발매.
- 2000년, 해당 개발 부문을 분사시켜 독립법인을 만들려고 했지만 결국 본사에서 이를 철회하고, 당시 개발자 대부분이 사직후 넥스 소프트를 창립하여 다른 길을 가게 됨.[2]
- 2001년, 한글날 기념으로 훈민워드 한글날 버전을 무료로 배포함.
- 2005년, 후속으로 정음 글로벌을 출시, 현재에 이름.